# Anders Hedberg
Pour les articles homonymes, voir Hedberg.
Temple de la renommée de l'IIHF : 1997
Temple de la renommée suédois : 2012
Anders Hedberg (né le 25 février 1951 à Örnsköldsvik en Suède) est un joueur professionnel suédois de hockey sur glace. Il fut, en compagnie d’Ulf Nilsson, l’un des premiers européens à avoir un statut de vedette en Amérique du Nord.

## Carrière
Anders Hedberg a débuté en première division suédoise avec MoDo à l'âge de seize ans, avant de signer cinq ans plus tard avec Djurgården.
Il a fait ses débuts en Amérique pour les Jets de Winnipeg de l’Association mondiale de hockey en 1974. Durant l’été 1978, Nilsson et Hedberg signaient une entente avec les  Rangers de New York de la LNH qui devait leur rapporter 2,4 millions de dollars. Hedberg a amassé 856 points en 751 matchs dans le hockey professionnel nord-américain. Il a pris sa retraite en 1985 mais est demeuré actif dans le milieu du hockey.
En équipe nationale, il a représenté la Suède aux championnats du monde de 1970, 1972, 1973 et 1974, remportant une médaille d'argent et deux de bronze. Il a également participé à la Coupe Canada en 1976 et 1981.
Depuis 1997, Hedberg est membre du Temple de la renommée de la Fédération internationale de hockey sur glace.

### Statistiques
| Saison            | Équipe              | Ligue             |     | Saison régulière | Saison régulière | Saison régulière | Saison régulière | Saison régulière |    | Séries éliminatoires | Séries éliminatoires | Séries éliminatoires | Séries éliminatoires | Séries éliminatoires |
| Saison            | Équipe              | Ligue             | PJ  | B                | A                | Pts              | Pun              | PJ               | B  | A                    | Pts                  | Pun                  |                      |                      |
| 1967-1968         | MoDo                | Division 1        | 21  | 12               | 6                | 18               |                  | -                | -  | -                    | -                    | -                    |                      |                      |
| 1968-1969         | MoDo                | Division 1        | 19  | 10               | 12               | 22               | 2                | -                | -  | -                    | -                    | -                    |                      |                      |
| 1969-1970         | MoDo                | Division 1        | 28  | 14               | 25               | 39               |                  | -                | -  | -                    | -                    | -                    |                      |                      |
| 1970-1971         | MoDo                | Division 1        | 28  | 13               | 10               | 23               | 2                | -                | -  | -                    | -                    | -                    |                      |                      |
| 1971-1972         | MoDo                | Division 1        |     | 8                | 1                | 9                | 0                | -                | -  | -                    | -                    | -                    |                      |                      |
| 1972-1973         | Djurgårdens IF      | Division 1        | 26  | 12               | 10               | 22               | 6                | -                | -  | -                    | -                    | -                    |                      |                      |
| 1973-1974         | Djurgårdens IF      | Division 1        | 28  | 17               | 13               | 30               | 6                | -                | -  | -                    | -                    | -                    |                      |                      |
| 1974-1975         | Jets de Winnipeg    | AMH               | 65  | 53               | 47               | 100              | 45               | -                | -  | -                    | -                    | -                    |                      |                      |
| 1975-1976         | Jets de Winnipeg    | AMH               | 76  | 50               | 55               | 105              | 48               | 13               | 13 | 6                    | 19                   | 15                   |                      |                      |
| 1976-1977         | Jets de Winnipeg    | AMH               | 68  | 70               | 61               | 131              | 48               | 20               | 13 | 16                   | 29                   | 13                   |                      |                      |
| 1977-1978         | Jets de Winnipeg    | AMH               | 77  | 63               | 59               | 122              | 60               | 9                | 9  | 6                    | 15                   | 2                    |                      |                      |
| 1978-1979         | Rangers de New York | LNH               | 80  | 33               | 46               | 79               | 33               | 18               | 4  | 5                    | 9                    | 12                   |                      |                      |
| 1979-1980         | Rangers de New York | LNH               | 80  | 32               | 39               | 71               | 21               | 9                | 3  | 2                    | 5                    | 7                    |                      |                      |
| 1980-1981         | Rangers de New York | LNH               | 80  | 30               | 40               | 70               | 52               | 14               | 8  | 8                    | 16                   | 6                    |                      |                      |
| 1981-1982         | Rangers de New York | LNH               | 4   | 0                | 1                | 1                | 0                | -                | -  | -                    | -                    | -                    |                      |                      |
| 1982-1983         | Rangers de New York | LNH               | 78  | 25               | 34               | 59               | 12               | 9                | 4  | 8                    | 12                   | 4                    |                      |                      |
| 1983-1984         | Rangers de New York | LNH               | 79  | 32               | 35               | 67               | 16               | 5                | 1  | 0                    | 1                    | 0                    |                      |                      |
| 1984-1985         | Rangers de New York | LNH               | 64  | 20               | 31               | 51               | 10               | 3                | 2  | 1                    | 3                    | 2                    |                      |                      |
| Totaux LNH        | Totaux LNH          | Totaux LNH        | 465 | 172              | 226              | 398              | 144              | 58               | 22 | 24                   | 46                   | 31                   |                      |                      |
| Totaux AMH        | Totaux AMH          | Totaux AMH        | 286 | 236              | 222              | 458              | 201              | 42               | 35 | 28                   | 63                   | 30                   |                      |                      |
| Totaux Division 1 | Totaux Division 1   | Totaux Division 1 | 150 | 86               | 77               | 163              | 16               | -                | -  | -                    | -                    | -                    |                      |                      |

## Trophées et honneurs
- Récipiendaire du trophée Lou-Kaplan en 1975
- Champion du Trophée mondial Avco en 1976 et en 1978 avec les Jets de Winnipeg
- Récipiendaire du trophée Bill-Masterton en 1985